# ناحیه گاله
ناحیه گاله (به لاتین: Galle District) یک ناحیه در سری‌لانکا است که در استان جنوبی (سری‌لانکا) واقع شده‌است.

## خصوصیات
ناحیه گاله ۱٬۶۵۲ کیلومترمربع مساحت و ۱٬۰۷۵٬۰۰۰ نفر جمعیت دارد.